# Шеломы (Брянская область)
Шеломы — село в Новозыбковском городском округе Брянской области.

## География
Находится в западной части Брянской области на расстоянии приблизительно 3 км на северо-запад по прямой от районного центра города Новозыбков.

## История
Возникло в XVI веке. В 1859 году здесь (село Новозыбковского уезда Черниговской губернии) учтено 476 дворов, в 1892—353. До 2019 года являлось административным центром Шеломовского сельского поселения Новозыбковского района до их упразднения.

## Население
Численность населения: 2711 человек (1859 год), 3414 (1892), 839 человек в 2002 году (русские 100 %), 846 в 2010.